# Jury Clormann

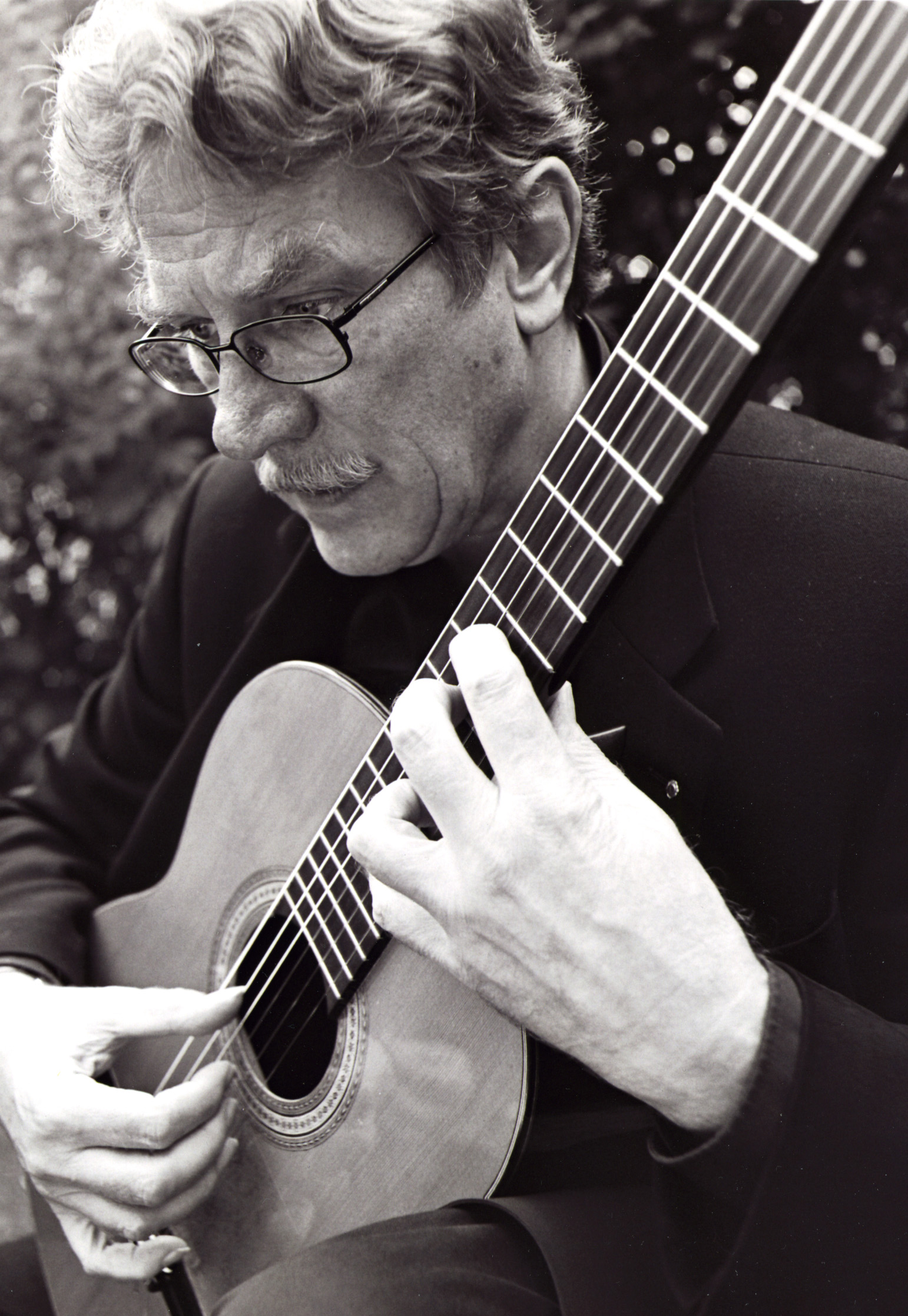
Jury Clormann (2011)

Jury Clormann (* 1947 in Koblenz) ist ein klassischer Gitarrist und Interpret argentinischer Musik.
Clormann hat klassische Gitarre bei Karl Scheit studiert. Er lehrte klassische Gitarre, Kammermusik und Musikdidaktik an der Musikhochschule Winterthur Zürich.

## Diskografie
- La Guitarrera – 1980, Zytglogge Verlag[3]
- La Madrugada – 1985, Zytglogge[3]
- Guitarra Argentina – 1990, Zytglogge[3]
- Gitarrenduo Clormann-Trechslin 1 – 2001, Selbstverlag
- Misteriosa Vida – 2010, Selbstverlag[4]